# Виггисвиль
Виггисвиль (нем. Wiggiswil) — коммуна в Швейцарии, в кантоне Берн. 
Входит в состав округа Фраубруннен. Население составляет 98 человек (на 31 декабря 2006 года). Официальный код — 0553.